# Kerstin Lokrantz
Kerstin Lokrantz, under en period Lokrantz Jonason, född 1 april 1928 i Stockholm, död 30 maj 2000 i Vaxholm, var en svensk kläddesigner. Hon var även modell, programledare och författare.

## Biografi
Kerstin Lokrantz var dotter till skeppshandlaren Arne Lokrantz och Karin Wetterstrand. Hon studerade vid Otte Skölds målarskola 1945–1946 och Anders Beckmans skola 1946–1948, och var därefter anställd som klädformgivare vid Ivar Wahl AB 1950–1957, Martinette konfektions AB 1957–1964 och därefter frilans vid olika klädindustrier i Sverige, Danmark, Finland och England.
Lokrantz hade stor betydelse för ungdomsmodet som växte fram på 1950-talet och hon refereras ofta till som en av de främsta skaparna av detta, tillsammans med Gunilla Pontén. Hon publicerade ett stort antal böcker om klädsömnad, varav många översatts till flera andra språk. Ett genomgående tema är kläder som knyter an till traditionella mönster men ändå är praktiska och tidlöst moderna. Lokrantz tyckte själv om att använda bekväma och praktiska förkläden och publicerade den populära Förklädesboken - gamla och nya förkläden att sy själv. Boken innehåller båda traditionella och nydesignade modeller. Lokrantz själv betraktade förklädet som det idealiska plagget eftersom det är dekorativt, praktiskt och hygieniskt. Hon medverkade 1978 och 1979 i flera tv-program om kläder och mode.
I sitt arbete som fotomodell visade hon kläder samt medverkade bl.a. i reklam för cykeln Colorita som tillverkades av Husqvarna 1958.
Lokrantz sommarpratade den 18 juli 1997.

## Familj
Kerstin Lokrantz första äktenskap varade mellan 1954 och 1963. År 1964 gifte hon sig för andra gången med journalisten och författaren Anders Jonason. I första äktenskapet fick hon två barn, i andra äktenskapet ett.

## Böcker
- Kläder och grejer som du kan sy själv / Kerstin Lokrantz, Christina Björk ; [teckningar: Kerstin Lokrantz].
- Nya enkla kläder för barn och vuxna : mönsterdiagram och sömnadsbeskrivningar till 24 plagg från hela världen / Kerstin Lokrantz ; [teckningar: Kerstin Lokrantz ; mönsterdiagram och sömnadsbeskrivningar: Gun Johansson].
- Mormors och farmors bok / Kerstin Lokrantz och Gunilla Myrberg ; färgfoton av Stefan Anderson ; teckningar: Kerstin Lokrantz …
- Barnkläder som du lätt kan sy själv.
- Drottning för sin hatt.

## Filmografi
- 1947 – Sången om Stockholm – flicka på Britts studentskiva
- 1948 – Kärlek, solsken och sång – en dansande gäst på restaurangen i Smögen
- 1950 – Min syster och jag – gäst på Colibri
- 1975 – Ägget är löst!.
- 1977 – Modekarusellen